# Палац Головинського
Пала́ц Ону́фрія Голови́нського — перша кам'яниця на Хрещатику, зведена польським дідичем на межі XVIII—XIX сторіччя.
Не збереглась.

## Історія ділянки

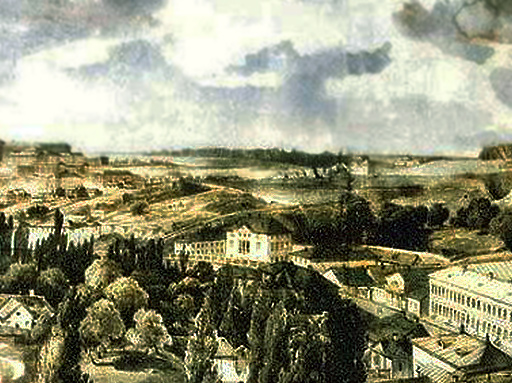
Маєток із палацом Головинського на малюнку 1850 року

Станом на кінець XVIII сторіччя Хрещатик, за словами дослідника Миколи Закревського, був ще суцільною пусткою і тут не було жодної споруди. А в районі Бессарабського майдану стояли заїзди і шлагбауми, біля яких варта перевіряла документи у приїжджих.
Ситуація почала змінюватись після 1797 року, коли з Дубна до Києва перевели контрактовий ярмарок. Протягом 1797—1803 років найкращі садиби уздовж колишньої Васильківської дороги, приблизно від Трьохсвятительської до Прорізної вулиць, виділяють київським урядовцям і магнатам. Нещільна забудова Хрещатика тривала до другої половини ХІХ сторіччя. Затвердження нового плану Києва 1837 року сприяло подальшому розвиткові вулиці. Вільними лишились гірші ділянки, які дісталися міщанам і купцям.
Найперший, хто придбав садибу на Хрещатику, був Київський і Богуславський повітовий маршал, виконувач обов'язків київського губернського маршала, власник кількох сіл в Київській губернії, колезький радник Онуфрій Головинський.
На початку XIX сторіччі на ділянці під валом Старокиївської фортеці Головинський забудував свою садибу. На відступі від червоної лінії він поставив палац у стилі класицизму і неоампіру. Фасад міської резиденції прикрашали іонічні колони під трикутним фронтоном. Обабіч палацу збудували флігелі. У лівому містився домашній оркестр, сформований із кріпаків Головинського.
1829 року в садибі розмістили шпиталь для полонених турків. 1830 року приміщення передали інтендантській службі.

## Поштова контора
1849 року приміщення садиби Головинського зайняла Київська поштова контора. У подвір'ї облаштували місце для поштових диліжансів і карет.
1 квітня 1886 року на другому поверсі поштової контори відкрилась перша державна телефонна станція у вигляді комутатора ручного обслуговування на 60 номерів. 1891 року тут встановили один із перших у Києві таксофонів.
У 1880-х роках на території садиби добудовують додаткові приміщення. Однак це виявилось недостатньо. Оскільки поштова і телефонна служби продовжували розростатись, то вирішили збудувати нове приміщення. 1908 року дума ухвалила відповідне рішення. Будівництво розпочалося 1912 року під керівництвом архітектора Олександра Кобелєва. Влітку 1914 року колишній палац розібрали і на його місці, в глибині подвір'я, встигли спорудити чотириповерховий корпус з операційними залами і телефонною станцією. 1917 року будівництво зупинили.
У 1936—1941 роках тут збудували будинок зв'язку, який підірвали радянські диверсанти у вересні 1941 року. Після Другої світової війни на місці колишнього маєтку Головинського спорудили будівлю, в якій міститься Держкомітет телебачення і радіомовлення України. А під головпоштамт виділили ділянку № 20-22.

## Галерея

Київська пошта і телефон
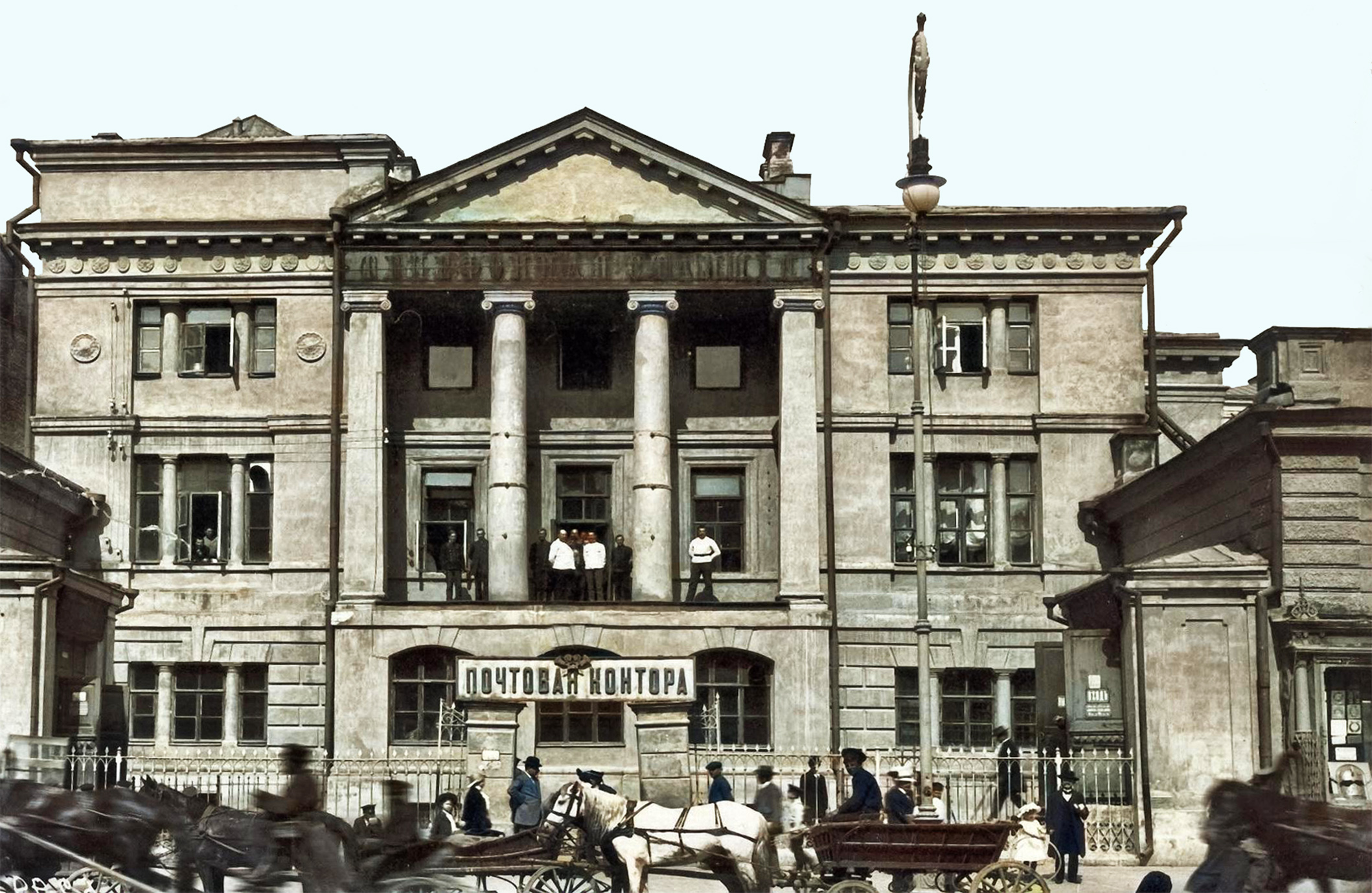
1899—1905 роки
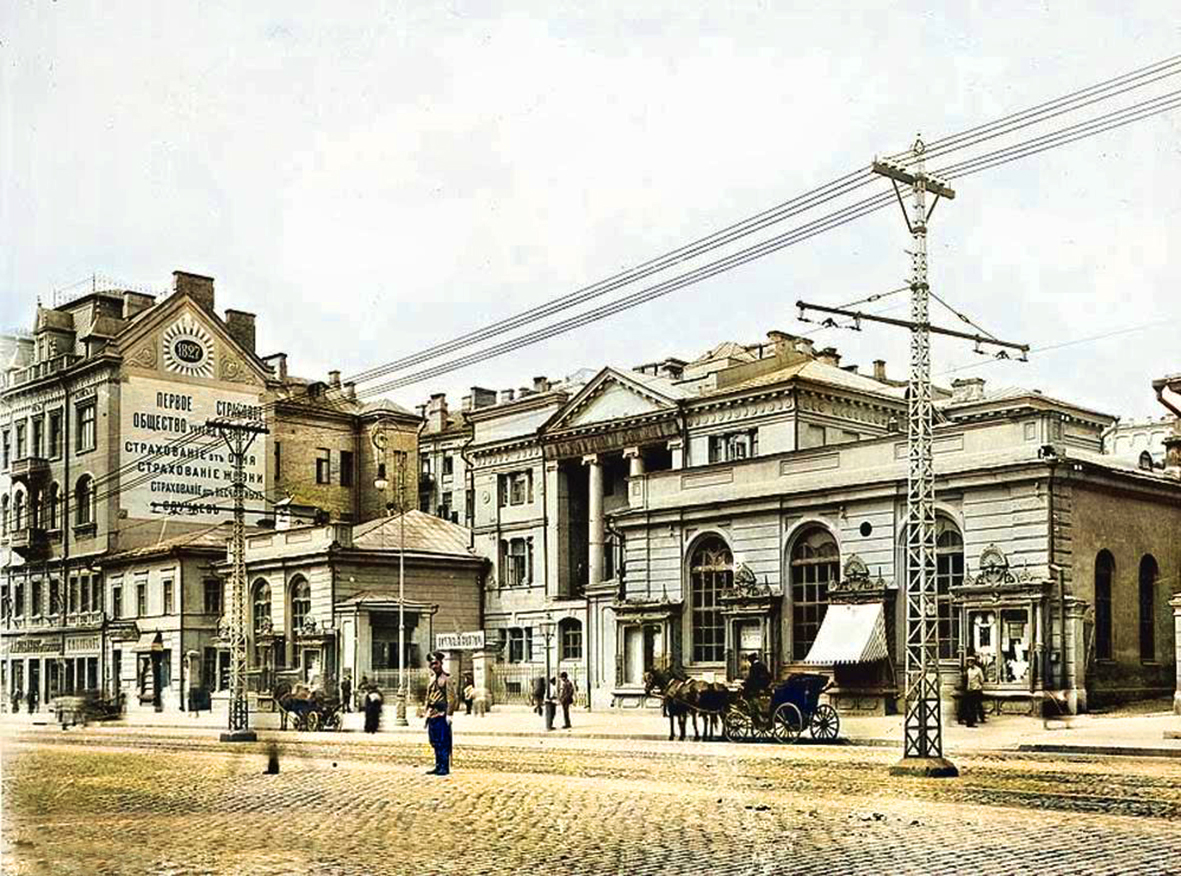
Близько 1900 року
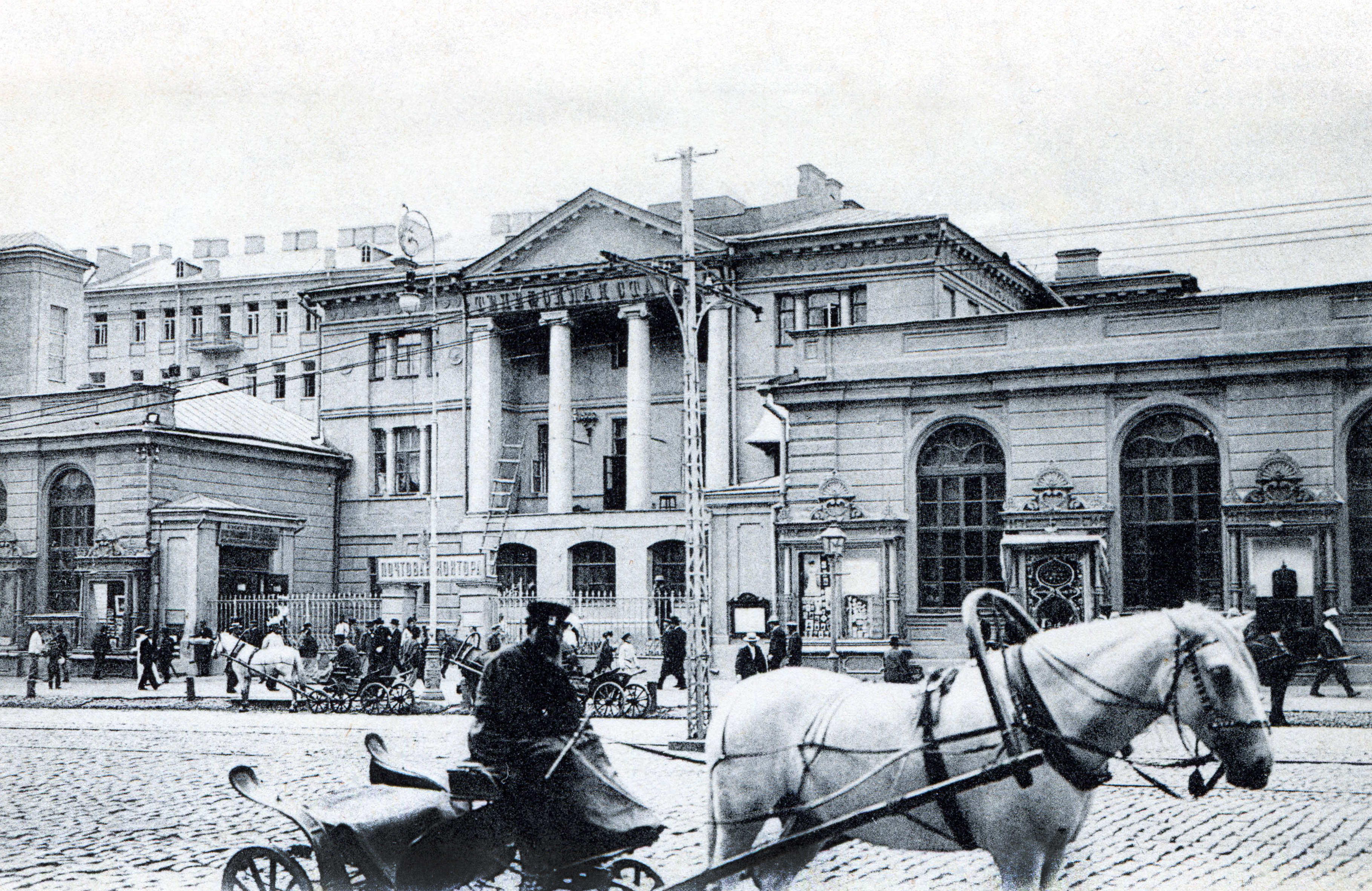
Пошта і телефонна станція